# Остад (тауншип, Миннесота)
Остад (англ. Aastad) — тауншип в округе Оттер-Тейл, Миннесота, США. На 2000 год его население составило 187 человек.

## География
По данным Бюро переписи населения США площадь тауншипа составляет 91,9 км², из которых 89,5 км² занимает суша, а 2,5 км² — вода (2,68 %).

## Демография
По данным переписи населения 2000 года здесь находились 187 человек, 68 домохозяйств и 55 семей.  Плотность населения —  2,1 чел./км².  На территории тауншипа расположено 76 построек со средней плотностью 0,8 построек на один квадратный километр. Расовый состав населения: 98,93 % белых и 1,07 % азиатов.
Из 68 домохозяйств в 35,3 % воспитывались дети до 18 лет, в 75,0 % проживали супружеские пары, в 2,9 % проживали незамужние женщины и в 19,1 % домохозяйств проживали несемейные люди. 16,2 % домохозяйств состояли из одного человека, при том 2,9 % из — одиноких пожилых людей старше 65 лет. Средний размер домохозяйства — 2,75, а семьи — 3,13 человека.
26,7 % населения младше 18 лет, 7,0 % в возрасте от 18 до 24 лет, 27,8 % от 25 до 44, 27,3 % от 45 до 64 и 11,2 % старше 65 лет. Средний возраст — 38 лет. На каждые 100 женщин приходилось 130,9 мужчин.  На каждые 100 женщин старше 18 приходилось 132,2 мужчин.
Средний годовой доход домохозяйства составлял 41 563 доллара, а средний годовой доход семьи —  49 375 долларов. Средний доход мужчин —  26 705  долларов, в то время как у женщин — 17 292. Доход на душу населения составил 16 496 долларов. За чертой бедности находились 7,8 % семей и 8,8 % всего населения тауншипа, из которых 33,3 % старше 65 лет.